# I Meteors
I Meteors, conosciuti ad inizio carriera con il nome The Meteors, sono stati un gruppo rock fondato a Bologna a fine anni '50, inizialmente dedicatosi al rock and roll e poi inseritosi nel movimento del beat italiano.

## Storia dei Meteors

### Origini e prime esperienze
Il gruppo nasce alla fine degli anni '50 dalla diaspora dei Golden Rock Boys quando Ivo Faccioli (in arte Baby Evans) cantante e bassista, assieme a Umberto Pizzi, Sergio Nicoli, Stefano Salviati e William della Corinna decidono di fondare un gruppo orientato sul rock and roll e sulle novità musicali che giungono dagli USA e dall'Inghilterra.
Nel 1961, vanno in tour con Gene Vincent e ne vengono pesantemente influenzati. Dopo il 7" Abra Kadabra / Nunca (Alfa Record, 1961), che vedeva la voce di Baby Evans nel brano del lato A, la formazione subì alcuni cambiamenti ed entrò in organico il cantante Enzo Cifiello (Ray Silver). Con lui registrarono Angustia / Lucilla (Alfa Record, 1961), Marcia Turca / Avanti Indrè (Alfa Record, 1962) e Begin The Beguine / Canzone D'Amore Pagana (Alfa Record, 1962).

### 1963-1964: Gianni Morandi e la RCA Italiana
Dopo la pubblicazione di Vita Difficile / Hey Paola ! (Alfa Record, 1963) la band cambiò formazione, ed era composta da Ray Silver (cantante solista), Baby Evans (basso e canto), Jimmy Villotti (chitarra), Vittorio Volpe (batteria), Piero Gherardi, in arte Piero Dani (sax e flauto traverso). Con la nuova formazione The Meteors si aprirono al repertorio del Beat inglese. Nel 1964 partecipano al Festival degli sconosciuti di Ariccia con "Insieme a voi", guadagnandosi, in quel contesto, un contratto con la RCA Italiana, che li ingaggiò anche come backing band di Gianni Morandi. Nello stesso anno partecipano al film musicarello di Ettore Maria Fizzarotti intitolato In ginocchio da te con Gianni Morandi, eseguendo "Insieme a voi" (mascherati) ed accompagnando lo stesso Morandi. Sempre nel 1964 The Meteors pubblicarono il 7" Lucille e l'album omonimo (RCA Italiana, 1964), che variava dalle sonorità più anni '50 alle nuove tendenze della musica beat.

### 1965-1966:Beatlesmania
Nel 1965 intanto, la British invasion era esplosa in tutto il mondo, ed i Meteors, che già da tempo si dedicavano alle nuove sonorità, pubblicarono il loro Beatlesmania (Arc, 1965), che racchiudeva soprattutto cover dei Beatles tradotte in italiano, ed il tour che ne seguì li vide anche al Piper di Roma insieme a The Rokes.

### 1966: il declino
Da allora in poi la stella dei Meteors comincia ad eclissarsi, proseguono l'attività con continui cambi di formazione (e l'ingresso di Sergio Nicoli, organo, Ciro Scognamiglio, basso, e Gilberto Faggioli, chitarra) e pubblicano l'ultimo singolo nel 1966, per la Polydor.

### Dopo i Meteors
Jimmy Villotti continuerà la propria carriera con alterno successo, fondando un gruppo rock, I Baci, poi i Tritons ed infine come chitarrista di Paolo Conte.
Successivamente entrò nei Meteors Daniele Guidazzi (organo, chitarra solista) da Ravenna, (poi "Le cose dell'altro mondo " con Francesco Marsella "Checco" dei giganti S.Remo 1969, Arrangiatore Miura Records, Ricordi, e varie collaborazioni con artisti italiani e stranieri, tra cui Zucchero, Alice (1980) e svariati altri, oggi compositore e produttore di musical e colonne sonore).
Nei Meteors ha militato, nel loro ultimo periodo, anche un giovanissimo Dodi Battaglia, come bassista, (suonando con Daniele Guidazzi apprese i primi rudimenti della chitarra e divenne il grande chitarrista di oggi. Il suo primo assolo di chitarra fu quello di "Fortuna" dei Procol Harum. Insieme parteciparono alla data di Bologna, il 26 maggio 1968, del tour italiano del grande Jimi Hendrix.), per poi passare, nel 1968, nei ben più noti Pooh.

## Discografia

### Album in studio
- 1964 - I Meteors (RCA Italiana, PML 10381)
- 1965 - Beatlesmania (ARC, SA 1)

### Singoli
- 1961 - Abrakadabra/Nunca (Alfa Record, NP 332)
- 1961 - Angustia/Lucilla (Alfa Record, NP 333)
- 1962 - Marcia turca/Avanti indré (Alfa Record, NP 334)
- 1962 - Eulalia Torricelli twist/Movimento twist (Alfa Record, NP 351)
- 1962 - Begin the beguine/Canzone d'amore pagana (Alfa Record, NP 352)
- 1962 - Dove sei/Il tuo sorriso (Alfa Record, NP 361)
- 1963 - Amico/Non finirò d'amarti (I can't stop loving you) (Alfa Record, NP 417)
- 1963 - Vita difficile/Hey Paola! (Alfa Record, NP 419)
- 1965 - Insieme a voi/Se mi trovassi con te (ARC, AN 4051)
- 1966 - Vi sembra giusto/Incontro al sol (Polydor, nh 421204)